# ジリアン・マイケルス
ジリアン・マイケルス（Jillian Michaels, 1974年2月18日 - )は、アメリカ合衆国の専属運動訓練教官(Personal Trainer)、実業家、作家。
過体重、肥満、太り過ぎの人間が複数集まって減量を競うテレビ番組『The Biggest Loser』での出演で知られる。

## 生い立ち
1974年、カリフォルニア州ロス・アンジェレスにて、父ダグラス・マッキャラス(Douglas McKarus)と、母ジョアン・マッキャラス(JoAnn McKarus)の娘として生まれた。父ダグラスは弁護士、母ジョアンは心理療法士であった。ジリアンはタザーナ(Tarzana)で育った。
カリフォルニア州立大学ノースリッジ校に通う傍ら、バーテンダー、専属運動訓練教官として働く。『International Creative Management』の代理人として短期間働いたのち、2002年、ビバリー・ヒルズにて、スポーツ医学の施設『Sky Sport＆Spa』を開設した。

## 経歴
専属運動訓練教官であり、黒帯の保持者でもあるマイケルスは、キック・ボクシング、ヨーガ、ピラティス、プライオメトリック・エクササイズ(Plyometric Exercise)、筋力鍛錬を組み合わせた運動技術を顧客に伝授している。
マイケルスは1993年に『The National Exercise & Sports Trainers Association』(NESTA)と『The Aerobics and Fitness Association of America』(AFAA)が発行した訓練認定証を保持しており、『Kettlebell Concepts』の認証を受けている。AFAAによる運動訓練教官向けに作られた続きものの継続教育を発展させ、『American Fitness Professionals and Associates』(AFPA)が発行した栄養と健康の顧問証明書を保持している。

### 情報媒体
アプリケーション『Jillian Michaels：The Fitness App』は、衛生と健康の部門のアプリにて、GoogleとAppleから「最も優れている」として賞を授与されている。彼女によるエクササイズ動画を収めた20種類以上のDVDは、世界中で1億部を超える売り上げを記録した。また、健康を題材にした著書を発表しており、これらはニューヨーク・タイムスが発表したベストセラー一覧(The New York Times Best Seller list)に名を連ねたことがある。
2011年2月以降、マイケルスはiTunesを利用する形で、自身のポッドキャスト『The Jillian Michaels Show』を公開している。2011年12月、彼女の動画はApple社による『App Store Rewind 2011』で表彰され、『The Best New Audio Podcast』の部門で優勝を果たした。
2008年、マイケルスは「Empowered Media LLC」という会社を立ち上げ、ウェブサイト『Fitfusion.com」を開設した。これにはダシャマ(Dashama)、ターラ・スタイルス(Tara Stiles)、キャスィー・ホウ(Cassey Ho)、ジェニファー・ニコール・リー(Jennifer Nicole Lee)らが出演している。ホテルのグループ企業である「マリオ・ホテルズ&リゾーツ」(Marriott Hotels & Resorts)、「ヒルトン・ワールドワイド」(Hilton Worldwide)、「シャングリ・ラ・ホテルズ&リゾーツ」(Shangri-La Hotels and Resorts)では、『AT＆T U-verse』『Broadband TV Corp』『Bell Satellite TV Canada』『Roku』『Apple TV』らの番組で『Fitnesson』が放送されている。

### The Biggest Loser
2004年10月に放送が始まったテレビ番組『The Biggest Loser』は、NBC(The National Broadcasting Company)が制作・放映している。この番組では、過体重、肥満、太り過ぎの一般人が集まって減量を競い合い、最終的に最も大きく体重を減らした者は、賞金25万ドルを獲得できる。マイケルスは運動訓練教官の1人としてこの番組に出演し、紅組の教官を務めていた。2006年にマイケルスは一度番組を去っており、その後釜にはキンバリー・ライオンス(Kimberly Lyons)が座った。
2007年にマイケルスは番組に戻り、黒組の教官キンバリー・ライオンス、青組の教官ボブ・ハーパー(Bob Harper)とともに肥満体の出場者たちの減量を競い合った。2006年から2008年にかけて、マイケルスはボブ・ハーパーとともにこの番組のオーストラリア版で訓練教官を務めていた。
2010年12月7日、マイケルスはTwitterを通して「第11節が自分の最後の出演になる」という趣旨を述べた。2011年5月24日に出演したのが彼女の最後の姿になると思われたが、2012年9月4日、第14節でマイケルスが番組に戻ってくる、と発表された。
2013年10月15日に放送された第15節にはマイケルスは登場していたが、2014年の秋に放送された第16節には姿を見せなかった。

### Losing It With Jillian
2010年6月1日、NBCは『The Biggest Loser』の派生番組である『Losing It With Jillian』を製作・放映した。この番組では、ジリアン・マイケルスが出演者の自宅や職場を1週間訪問する。
この番組は2010年6月と7月にNBCで放送された。2012年の時点で、8つある一連の物語全てがインターネットで視聴可能。

### CBS Television Distribution
2011年5月6日、「CBS テレヴィジョン・ディストリビューション」(CBS Television Distribution)は、ジリアン・マイケルスが公開討論番組『The Doctors』の共同主催者に就任し、その複数年契約に署名したこと、ならびに対談番組『Dr. Hill』の特派員を務める趣旨を発表した。彼女は以前にもこの番組に数回出演したことがあった。この番組では、彼女は「Ask Jillian」という名の部門の司会を務めており、栄養と食事を題材に扱っていた。
2012年1月、マイケルスは節の途中で『The Doctors』を降板した。これについて彼女は「番組と、私が求めていたものとは、合わなかったのよ」と主張した。

## 慈善活動

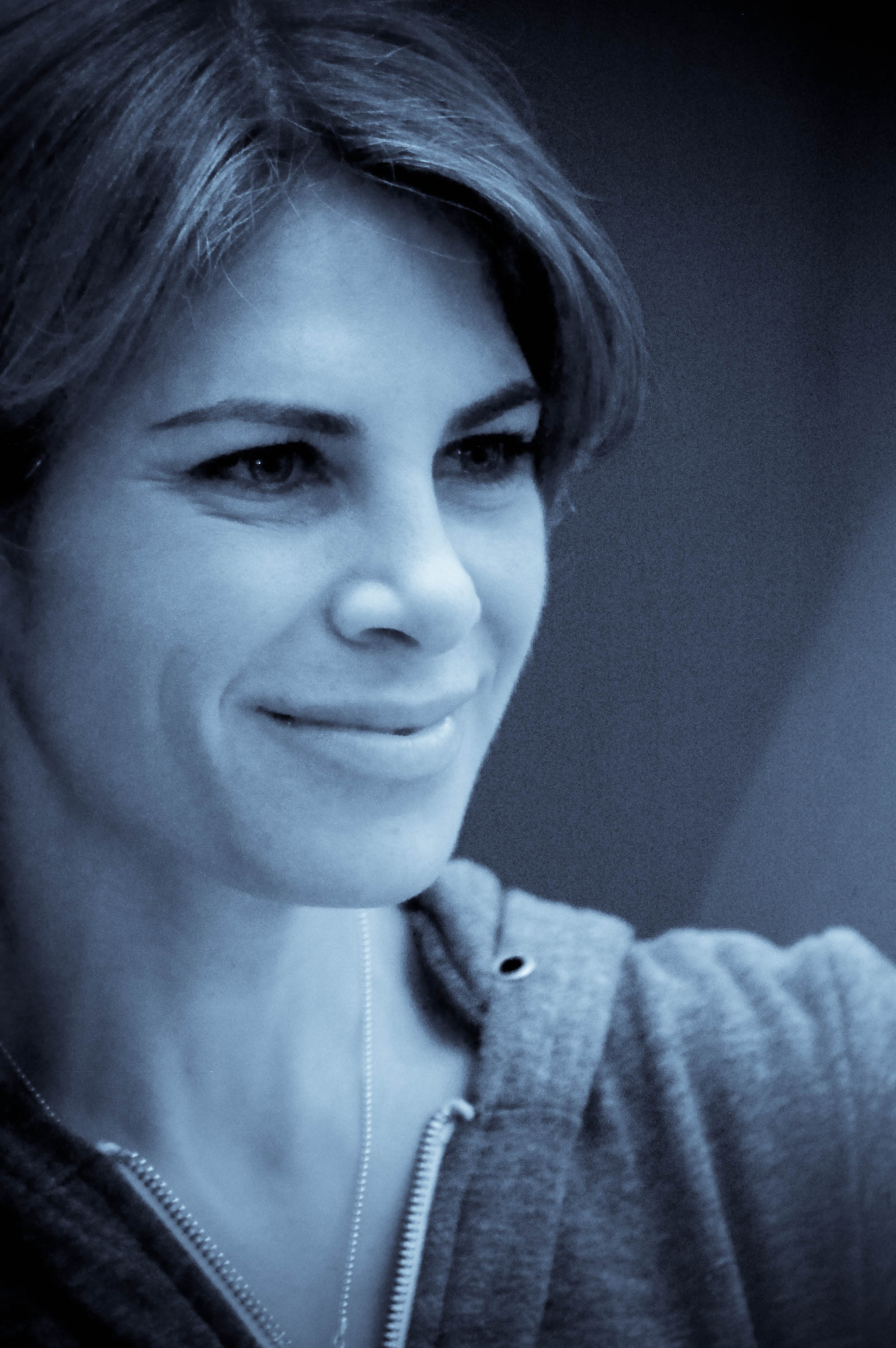
カナダ、トロントにて（2011年4月7日）

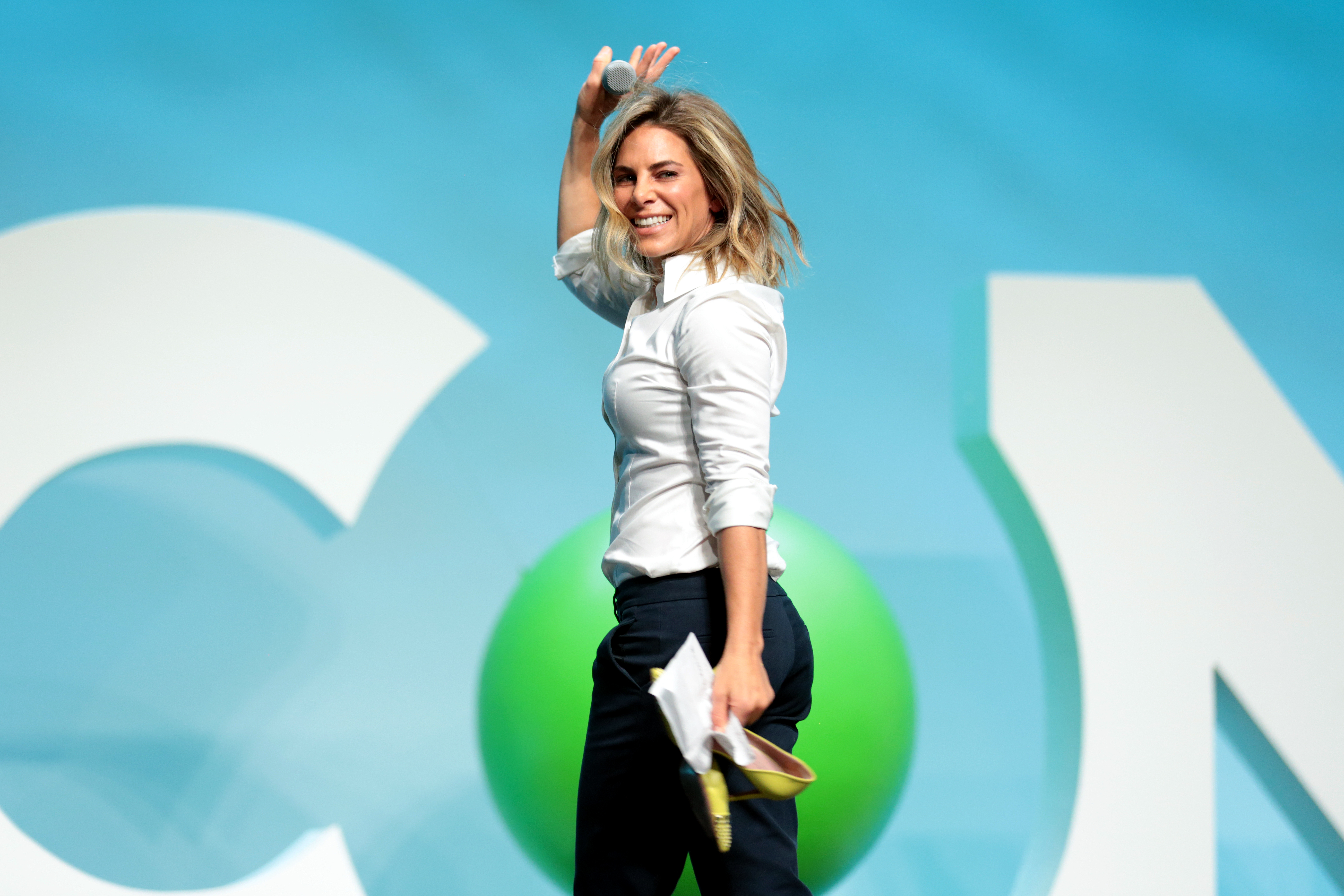
ジリアン・マイケルス（2017年4月25日）

マイケルスは、連合国難民高等弁務官事務所(United Nations High Commissioner for Refugees)を含む団体と協力している活動家でもある。彼女はまた、ナショナル・フットボール・リーグ(National Football League)の『Play 60』、『Stand Up to Cancer』、『Hope for Haiti』、『Sow a Seed and Dress for Success』、『Working Wardrobes』、これらの慈善団体にも参加している。
2011年に『Working Wardrobes』は寄付行事を主宰し、マイケルスはこれに物品を寄贈している。
2012年、彼女は動物愛護団体「動物の倫理的扱いを求める人々の会」(People for the Ethical Treatment of Animals)が食肉処理場から1匹の競走馬を脱走させるのを手伝った、と報道された。

## 私生活
マイケルスには2人の子供がおり、ハイディー・ローズ(Heidi Rhoades)という女性と同棲していた。2012年5月、マイケルスは、ハイチに住んでいた2歳の少女を養子に取り、ローズは同月に男児を出産した。マイケルスは自身の性的特質について以下のように語っている。
「健全な愛を信じている、とだけ言っておくわ。私が女性と恋に落ちれば、とっても良いことね。男性と恋に落ちたとしても同じことが言えるわ。人が誰かと愛し合っている限り・・・。有機栽培の食べ物に通じるかしら。身体に有益な食べ物以外は口に入れたくないし、健全な愛以外は必要無いわ」
2018年6月、2人はその関係を解消した。
ハイディー・ローズと別れたのち、マイケルスは、女性のファッション・デザイナー、デシャーナ・マリー・ミヌート(Deshanna Marie Minuto)と交際中、と報道された。
2022年7月11日、マイケルスはマイアミにて、ミヌートと結婚式を挙げ、アフリカ大陸の南部を旅行した、と報道された。
マイケルスは、歌手のマドンナが1990年に発表した曲『Justify My Love』の動画が「自分の思想・意見を世の中に伝えるのに役立った」と信じている。
2020年9月、マイケルスはフォックス・ビジネス(Fox Business)に対し、自身が「COVID-19」に感染するも、回復した趣旨を伝えた。マイケルスは「私はかなり早く復活できたけれど、誰もが私と同じように幸運というわけではない」「もしもあなたが新型コロナウイルスを恐れているのなら、運動施設には行かないほうがいい」と述べた。

## 著書
- Winning by Losing: Drop the Weight, Change Your Life (September 2005), William Morrow and Company, ISBN 0-06-084546-5
- Making the Cut: The 30-Day Diet and Fitness Plan for the Strongest, Sexiest You (April 2007), Harmony Books, ISBN 0-307-38250-8
- Master Your Metabolism: The 3 Diet Secrets to Naturally Balancing Your Hormones for a Hot and Healthy Body! (April 2009), Crown, ISBN 0-307-45073-2
- The Master Your Metabolism Calorie Counter (April 2010), Three Rivers Press, ISBN 0-307-71821-2
- The Master Your Metabolism Cookbook (April 2010), Harmony Books, ISBN 0-307-71822-0
- Unlimited: How to Build an Exceptional Life (April 2011), Harmony Books, ISBN 0-307-58830-0
- Slim for Life: My Insider Secrets to Simple, Fast, and Lasting Weight Loss (April 2013), Harmony Books, ISBN 9780804138178
- Yeah Baby!: The Modern Mama's Guide to Mastering Pregnancy, Having a Healthy Baby, and Bouncing Back Better Than Ever (November 2016), Rodale Books, ISBN 9781623368036
- The 6 Keys: Unlock Your Genetic Potential for Ageless Strength, Health and Beauty (December 2018), Little Brown, ISBN 9780316448642